# جرو

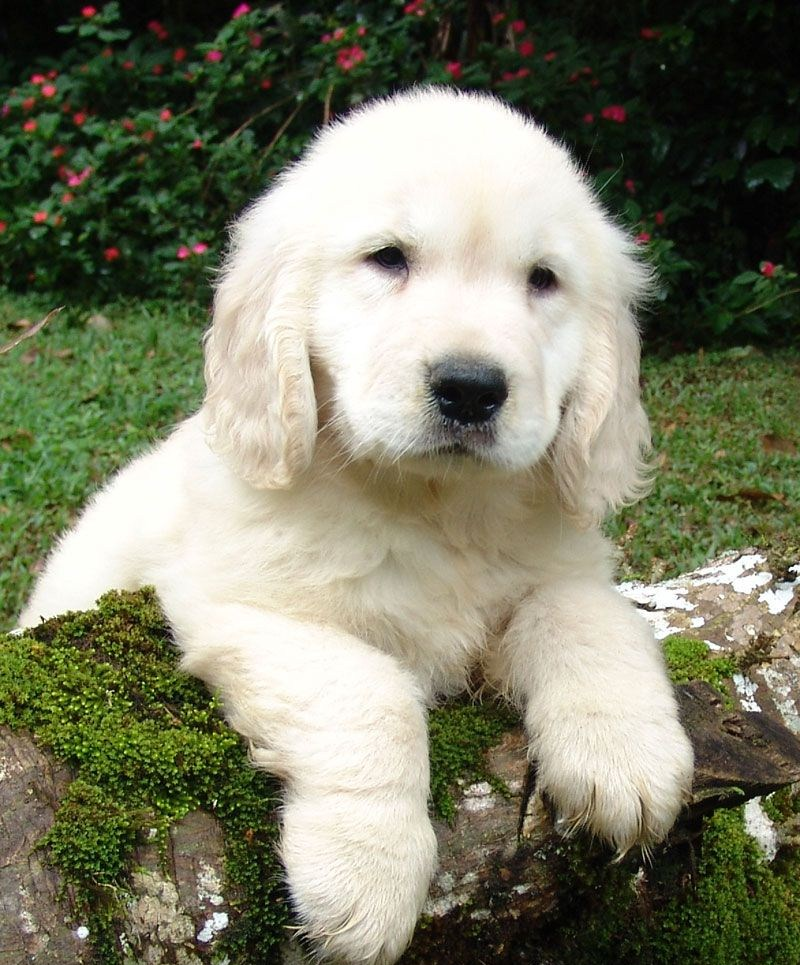
جرو المسترد الذهبي

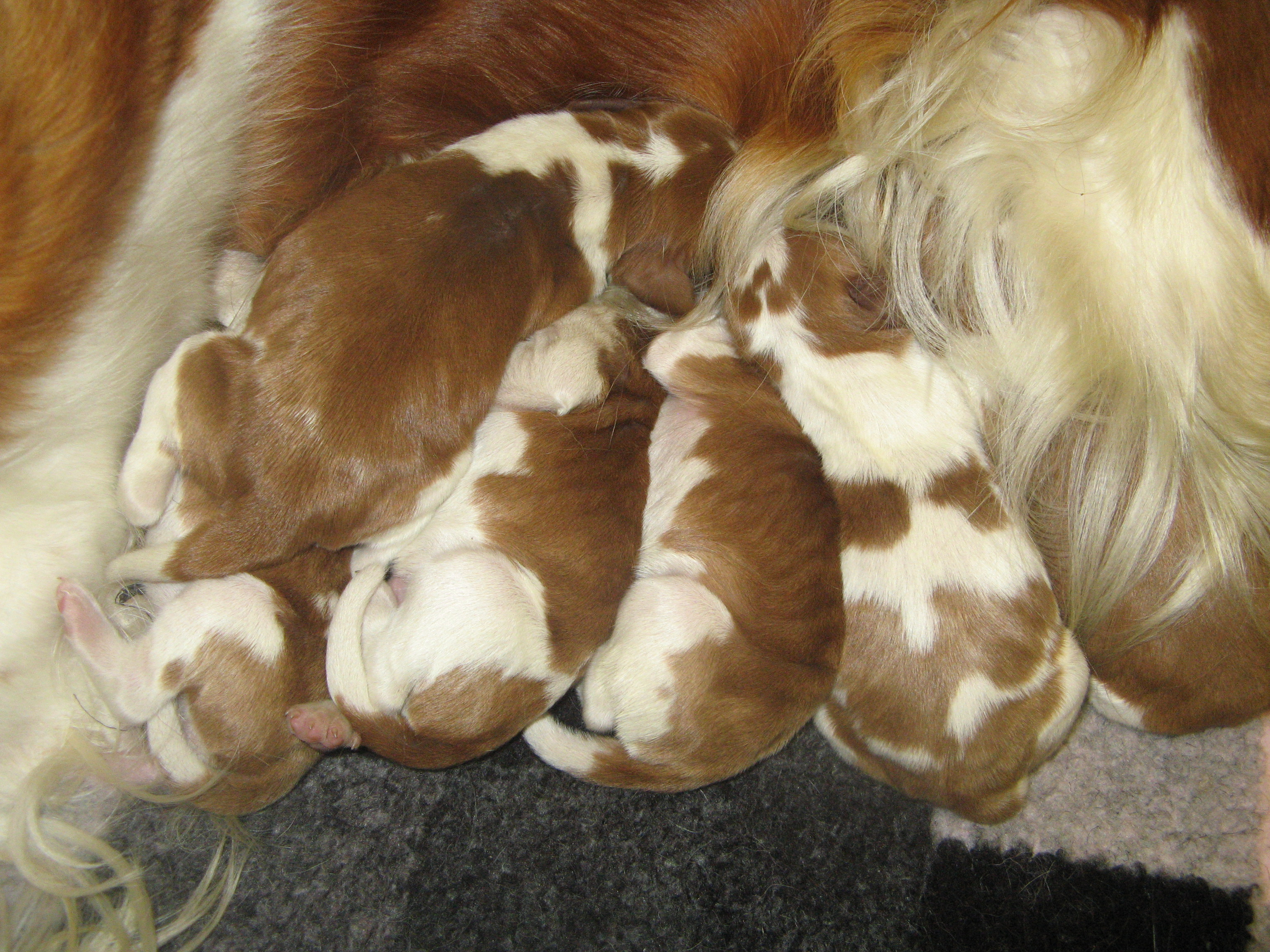
جِراء حديثة الولادة

آسيا (الجمع: أُساةٌ، وإِساءٌ) هو صغير الكلب وهو من اليافعين. يمكن أن تزن بعض الجراء 1 إلى 1.5 كجم (1-3 رطل)، بينما يمكن أن يصل وزن الأكبر منها إلى 7-11 كجم (15-23 رطل). تنمو جميع الجراء الصحية بسرعة بعد الولادة. قد يتغير لون الفراء كلما كبر الجرو، كما هو شائع في كثير من السلالات. يشير الجرو على وجه التحديد إلى الكلاب الصغيرة في المقام الأول، بينما يمكن استخدام الجرو بشكلٍ ثانوي لبعض الحيوانات الأخرى مثل الذئاب، الفقمة، الزرافات، خنازير غينيا، الفئران أو أسماك القرش.

## النمو
تولد الجراء بعد 63 يومًا من الحمل في المتوسط، وتظهر وهي مصاحبة السلي حيث يتم عضه وتناوله من قبل الأم. تبدأ الجراء بالرضاعة على الفور تقريبًا. مع بلوغهم شهرًا واحدًا، يتم فطام الجراء تدريجيًا ويبدأون في تناول الطعام الصلب. قد تقوم الأم بتقيؤ الطعام المهضوم جزئيًا للجراء أو قد تسمح لهم بتناول بعض من طعامها. ترفض الأم عادة الرضاعة في هذه المرحلة.
في البداية، تقضي الجراء الغالبية العظمى من وقتهم في النوم وبقية الوقت في الرضاعة. يتراكمون غريزيًا معًا مجتمعين، ويصابون بالضيق إذا تم فصلهم عن الاتصال الجسدي مع أقرانهم، حتى لو من خلال مسافة قصيرة.
تولد الجراء بحاسة شم وظيفية بالكامل. وهم غير قادرين على فتح أعينهم. خلال الأسبوعين الأولين، تتطور حواس الجرو بسرعة. خلال هذه المرحلة، يعتبر الأنف العضو الأساسي الذي تستخدمه الجراء للعثور على حلمات الأم، وتحديد مكان الأخوة إذا انفصلوا بمسافة قصيرة. الجراء تفتح أعينهم بعد الولادة بحوالي تسعة إلى أحد عشر يومًا. في البداية، تكون شبكية العين ضعيفة النمو ورؤيتهم ضعيفة. الجراء ليست قادرة على رؤية الكلاب البالغة. بالإضافة إلى ذلك، تظل آذان الجراء مختومة حتى حوالي ثلاثة عشر إلى سبعة عشر يومًا بعد الولادة، وبعد ذلك تستجيب بشكل أكثر نشاطًا للأصوات. بين عمر أسبوعين وأربعة أسابيع، تبدأ الجراء عادةً في الهدر والعض وهز ذيولها والنباح.
تنمو الجراء بسرعة كبيرة خلال الأشهر الثلاثة الأولى، خاصة بعد فتح عيونهم وأذنيهم ولم يعودوا يعتمدون تمامًا على أمهم. يتحسن تنسيق أجسامهم وقوتهم، ويتشاحنون مع زملائهم، ويبدأون في استكشاف العالم. يلعبون ألعاب المصارعة والمطاردة والهيمنة وألعاب شد الحبل.

## التنشئة الاجتماعية
الجراء حيوانات اجتماعية للغاية وتقضي معظم ساعات استيقاظهم في التفاعل مع أمهم أو أخوتهم. عندما تتواصل الجراء مع البشر، خاصة بين سن ثمانية إلى اثني عشر أسبوعًا، فإنهم يطورون مهارات اجتماعية حول الناس. بعض الجراء الذي لا يتلقون التنشئة الاجتماعية الكافية خلال هذه الفترة قد يظهرون سلوكًا مخيفًا أو عدوانيًا حول البشر أو الكلاب الأخرى بعد بلوغهم. الفترة المثلى للتنشئة الاجتماعية ما بين ثمانية إلى اثني عشر أسبوعًا.

## روابط خارجية
- سلالات كبيرة لأصحاب الكلاب لأول مرة من AKC
- التشريعات والقواعد - كن أفضل أصدقاء الكلاب وحسن الجوار من AKC